# Mario Mirković
Mario Mirković (* 17. prosince 1969 Záhřeb, Jugoslávie) je chorvatský divadelní, televizní a filmový herec a skladatel.

## Filmografie

### Televizní role
- Stipe u gostima – kytarista (2011)
- Bitange i princeze – Boras / prokurátor (2007, 2010)
- Zakon! – pirgonaut Vojo (2009)
- Luda kuća – Lovro (2007)
- Naša mala klinika – Savo Šarić (2005)
- Smogovci – Cobra Vragec (1982–1997)

### Filmové role
- Naši sretni trenuci (2007)
- Nausikaja – Karlo (1994)
- Papa mora umrijeti – Joevova sestava (1991)
- The War Boy – Anton (1985)
- Tajna starog tavana – Miro (1984)
- S.P.U.K. – Miro (1983)

### Dabing
- Galileo, ipak se kreće – pták Lello, krysa Brumelio, obyvatel planety Đost, pták Idea, dóže, král Pero, Zorčin táta, chlapec Artur, architekt Marko, Eskymák Tituk a ponožka (2020)
- Čudesni park – Kiki (2019)
- Cvjetkov rasadnik (2018)
- Vrijeme je za priču – různé postavy (císař Ping Chu, šedý zpívající slavík, Addin otec Kostii, Kumakoue, šedý slon, Vikram, Vishanka, starý poustevník, dračí král Riyunjin, opice, domorodý mladík/starý muž , Indický starý divoký medvěd, Jade Emperor, Vietnamec, Šakal, irský farmář a rybář Utek (S1); Odin a Viking Sailor, Saloum, Liang, Elf Haraldus, Padouch, Pepin a želva Honu (S2))
- Tvrd orah 2 – Bobi (2014, 2017)
- Kućni ljubimci: Divlji u srcu – vypravěč
- Pustolovine Vilka i Tile – hudební spolupráce
- Mačje tajne – hlasatel
- Pustolovine Prudence Petitpas – Žožo (2013)
- Zambezija – Kai (2012)
- Svemirska avantura (2010)
- Priča o mišu zvanom Despero (2008)
- Osmjehni se i kreni! i čađa s dva Plamenika (2007)
- Divoké vlny – Miki Abramović (2007)
- Obitelj Robinson – Spajk/Dimitri (2007)
- Osmjehni se i kreni! i čađa s dva Plamenika – Nedeb (2007)
- Medvjedići 2 – zpěvák v úvodní písni
- Medvjedići – zpěvák v úvodní písni
- O mačkama i psima – Piki (RTL televizija a Project 6; 2006.)
- Hrabri Pero – Pero (2005)
- Okretala se i čarolija zrcala (2004)
- Merlin protiv Djeda Mraza
- Animanijaci (Animáci) – Yakko Warner[1]
- Uskršnji lov na jaje – malý zajíček (Golden Films)
- Čarobni mač – Garret (1999)
- Coco i Drila: Čarobna vreća Djeda Božičnjaka – Coco (1999)
- Princezin dvorac – Antonio (Golden Films; 1999)
- Anastazija – Alexej a Alexandr (Golden Films; 1998)
- Král džungle – Goofy the Monkey (zpěv; Golden Films; 1998)
- Hercules – Hercules (Golden Films; 1998)
- Čarobna Božićna pustolovina – Pikec (1997)
- Jurský park 2 – Jura (1996)
- Ovečka Shaun – zpěvák v úvodní písni
- Popaj i sin – Popaj Junior (Blitz Film a Video sink.)